# نستر کوئرول
نستر کوئرول (انگلیسی: Néstor Querol؛ زادهٔ ۲۱ سپتامبر ۱۹۸۷) بازیکن فوتبال اهل اسپانیا است.
از باشگاه‌هایی که در آن بازی کرده‌است می‌توان به باشگاه فوتبال سابادل اشاره کرد.